# 월출산 나들목
월출산 나들목(Wolchulsan IC)은 전라남도 영암군 덕진면 노송리에 설치될 예정인 강진광주고속도로의 교차로이다. 다른 명칭으로는 월출산휴게소 나들목이라고도 하며, 하이패스 전용 나들목이기 때문에 월출산 하이패스 나들목이라고도 불린다. 2026년에 개통될 예정이다.

## 역사
- 2017년 11월 24일 : 2024년까지 나들목 신설을 위해 영암군 도시계획시설 교통광장에 덕진면 노송리 일원을 월출산휴게소 나들목으로 고시[1]

## 구조물 정보
- 위치 : 전라남도 영암군 덕진면 노송리

## 접속하는 도로
- 지방도 제819호선 (여운재로)